# Райс, Джерри
Джерри Ли Райс (англ. Jerry Lee Rice; род. 13 октября 1962, Старквилл, Миссисипи) — игрок в американский футбол. Выступал на позиции уайд ресивера в Национальной футбольной лиге. Считается одним из лучших уайд ресиверов, а также одним из лучших игроков НФЛ — 4 ноября 2010 года Райса провозгласили лучшим игроком в истории лиги.
Райс является лидером почти во всех статистических категориях среди уайд ресиверов, а также лидером НФЛ по приёмам тачдаунов и ярдам. Он 13 раз участвовал в Пробоулах (1986—1996, 1998, 2002) и 12 раз включался в сборную всех звёзд. Вместе с «Сан-Франциско Форти Найнерс» он трижды становился победителем Супербоула, а с «Окленд Рэйдерс» — чемпионом Американской футбольной конференции.

## Ранние годы
Джерри Райс родился в Старквилле, шт. Миссисипи. Детство провёл в Кроуфорде, шт. Миссисипи. Отец Райса работал каменщиком, и Джерри с братьями часто помогали ему. Уже с детства Джерри стал увлекаться американским футболом и выступал за школьную футбольную команду.

## Профессиональная карьера

### Окленд Рэйдерс
Из-за появления в Сан-Франциско Террелла Оуэнса и желания руководства клуба перестроить команду и очистить платёжную ведомость, они не продлили контракт с Райсом и тот по окончании сезона 2000 года перешёл в «Окленд Рэйдерс». В новой команде он вместе с Тимом Брауном сформировал самый возрастной дует ресиверов в НФЛ. 
Уже в дебютном сезоне в новом клубе Райс словил 83 пасов на 1139 ярдов и сделал 9 тачданов. В 2002 году его показатели ещё улучшились — 92 пойманных пасов на 1211 ярдов и 7 тачдаунов. За его достижения он в тринадцатый раз был приглашён принять участие в Пробоуле. Рэйдерс в этом же сезоне смогли стать победителями АФК и попасть в Супербоул XXXVII. В финальном матче против «Тампа-Бэй Бакканирс» Райс сделал 5 приёмов на 77 ярдов и один тачдаун, однако его команда проиграла со счётом 48:21.
11 ноября 2002 года в игре против «Денвер Бронкос» Райс сделал свой 200-й тачдаун в карьере и превзошёл достижение Уолтера Пэйтона по количеству пасовых ярдов, став лидером НФЛ по этому показателю.
После успешного сезона 2002 года, команда в следующем году сумела одержать всего 4 победы в чемпионате, что привело к разочарованию Райса своей роли в команде, и он попросил обменять его.

### Сиэтл Сихокс
В середине сезона 2004 года Райс был обменян в «Сиэтл Сихокс», где стал выступать под руководством главного тренера Майка Холмгрена, который ранее работал координатором нападения в Сан-Франциско. Хотя в Сихокс номер 80 закреплён за членом зала Славы Стивом Ларгентом, Райс получил от него разрешения выступать под этим номером.
В матче против «Даллас Ковбойз» Райс, поймав пас Мэтта Хассельбэка в зачётной зоне соперника, установил рекорд НФЛ по общему количеству ярдов. Всего в этой игре он поймал 8 передач на 145 ярдов и сделал один тачдаун. Матч уайлд-карт против «Сент-Луис Рэмс», в котором он не сумел поймать пасс, стал последним (не считая предсезонных) в для Джерри в Сиэтле.

### Завершение карьеры
По окончании 2004 года Райс вначале подумывал о подписании однолетнего контракта с «Денвер Бронкос», однако затем решил, что лучше завершить карьеру, чем сидеть в глубоком запасе.
19 августа 2006 года «Сан-Франциско Форти Найнерс» объявили, что подпишут контракт с Райсом, чтобы тот мог закончить карьеру в своём первом клубе. 24 августа он подписал однодневный контракт с «Форти Найнерс» на сумму 1 985 806,49 долларов. Данная сумма символизировала год драфта Райса (1985), его номер (80), год завершения карьеры (2006) и сам клуб (49). Однако сам контракт был формальным, поэтому Джерри реально не получил эти деньги. 19 сентября в перерыве матча «Форти Найнерс» с «Сиэтл Сихокс» прошла церемония чествования Райса.